# محمد عياش (لاعب كرة قدم)
محمد عياش (6 مارس 1986 باليمن - ) هو لاعب كرة قدم يمني في مركز حراسة المرمى.

## وصلات خارجية
- محمد عياش على موقع قاعدة بيانات كرة القدم.إي يو (الإنجليزية)
- محمد عياش على موقع ناشيونال فوتبول تيمز (الإنجليزية)
- محمد عياش على موقع Soccerway.com (الإنجليزية)